# ГЕС Лундун
ГЕС Лонгдонг (龙洞水电站) — гідроелектростанція у центральній частині Китаю в провінції Сичуань. Знаходячись перед ГЕС Xiǎotiāndū, входить до складу каскаду на річці Васіхе, правій притоці Дадухе, яка в свою чергу є правою притокою Міньцзян (впадає ліворуч до Янцзи). 
В межах проекту річку перекрили бетонною греблею, яка утримує водосховище з об’ємом 11,1 млн м3 та нормальним рівнем поверхні на позначці 2440 метрів НРМ. Звідси через прокладений у лівобережному гірському масиві дериваційний тунель довжиною біля 5 км ресурс подається до підземного машинного залу. Основне обладнання станції становлять три турбіни потужністю по 55 МВт, які використовують напір від 270 до 287 метрів.